# Plaque joueur humanitaire
Die Plaque joueur humanitaire (engl. QMJHL Humanitarian of the Year Award) ist eine Eishockey-Trophäe in der Ligue de hockey junior majeur du Québec (LHJMQ). Sie wird jährlich an denjenigen Spieler der Liga verliehen, der sich durch besonderes soziales oder gesellschaftliches Engagement hervorgetan hat. Die Auszeichnung wurde erstmals in der Saison 1992/93 unter dem Namen Plaque Karcher vergeben. Zwischen 1998 und 2011 trug sie den Titel Plaque Wittnauer.

## Gewinner
Erläuterungen: Farblich unterlegte Spieler wurde im selben Jahr als CHL Humanitarian of the Year ausgezeichnet.
| Jahr    | Spieler                    | Team                            |
| ------- | -------------------------- | ------------------------------- |
| 2024/25 | Maxwell Jardine            | Charlottetown Islanders         |
| 2023/24 | Marcus Kearsey             | Charlottetown Islanders         |
| 2022/23 | Cam Squires                | Cape Breton Eagles              |
| 2021/22 | Brett Budgell              | Charlottetown Islanders         |
| 2020/21 | Anthony D’Amours           | Rimouski Océanic                |
| 2019/20 | Xavier Simoneau            | Drummondville Voltigeurs        |
| 2018/19 | Charles-Édouard D’Astous   | Rimouski Océanic                |
| 2017/18 | Vincent Lapalme            | Saguenéens de Chicoutimi        |
| 2016/17 | Samuel Laberge             | Rimouski Océanic                |
| 2015/16 | Samuel Laberge             | Rimouski Océanic                |
| 2014/15 | Danick Martel              | Armada de Blainville-Boisbriand |
| 2013/14 | Charles-David Beaudoin     | Voltigeurs de Drummondville     |
| 2012/13 | Konrad Abeltshauser        | Halifax Mooseheads              |
| 2011/12 | Vincent Barnard            | Remparts de Québec              |
| 2010/11 | Gabriel Lemieux            | Cataractes de Shawinigan        |
| 2009/10 | Nick MacNeil               | Cape Breton Screaming Eagles    |
| 2008/09 | Matthew Pistilli           | Cataractes de Shawinigan        |
| 2007/08 | Chris Morehouse            | Moncton Wildcats                |
| 2006/07 | Roger Kennedy              | Halifax Mooseheads              |
| 2005/06 | Joey Ryan                  | Remparts de Québec              |
| 2004/05 | Guillaume Desbiens         | Huskies de Rouyn-Noranda        |
| 2003/04 | Josh Hennessy              | Remparts de Québec              |
| 2002/03 | David Massé                | Remparts de Québec              |
| 2002/03 | A. J. MacLean              | Halifax Mooseheads              |
| 2001/02 | Jonathan Bellemare         | Cataractes de Shawinigan        |
| 2000/01 | Ali MacEachern             | Halifax Mooseheads              |
| 1999/00 | Simon Gamache              | Foreurs de Val-d’Or             |
| 1998/99 | Philippe Sauvé             | Océanic de Rimouski             |
| 1997/98 | David Thibeault            | Tigres de Victoriaville         |
| 1996/97 | Jason Groleau              | Tigres de Victoriaville         |
| 1995/96 | Daniel Brière              | Voltigeurs de Drummondville     |
| 1994/95 | David-Alexandre Beauregard | Laser de Saint-Hyacinthe        |
| 1993/94 | Stéphane Roy               | Foreurs de Val-d’Or             |
| 1992/93 | Jean Nadeau                | Cataractes de Shawinigan        |